# Böckh György
Böckh György (Pozsony, 1822. június 3. – Pozsony, 1874. január 12.) orvos, reáliskolai tanár.

## Élete
Böckh János orvosnak a fia volt. Iskoláit szülővárosában végezte (közben a magyar nyelv megtanulása végett egy évet a tatai gimnáziumban töltött); orvosi tanulmányait a bécsi egyetemen fejezte be, ahol 1846-ban tudori oklevelet nyert; ugyanazon évben Pozsony megyei tiszteletbeli főorvos lett és 1849-ben törvényszéki orvossá neveztetett ki, mely tisztét 1864-ig viselte. 1861. november 7. a pozsonyi főreáliskolához rendes tanárrá választatott és ott a természetrajzot és természettant adta elő; egyúttal a pozsonyi jogakadémiánál a törvényszéki orvostan rendkívüli tanára és gyakorló orvos volt.

## Munkái
A hazai s külföldi pókfauna gyűjtése és tanulmányozása volt tudományos pályájának fő tárgya; ezen gyűjteménye az 1873. bécsi kiállításon a szakértők méltánylásában részesült. Értekezéseit a bécsi akad. Sitzungsberichtékben (1857. 1859.), a Verhandlungen der k. k. zoolog.-botan, Gesellschaft (XI. XII. köt.) és a Corresp. für Naturf. zu Pressburg (1862–63.) c. folyóiratokban tette közzé. A növények földrajzi elterjedése című értekezése a pozsonyi főreáliskola Értesítőjében (1871.) jelent meg.